# 反基礎付け主義
反基礎付け主義（はんきそづけしゅぎ、英: Anti-foundationalism）とは、知識を基礎づける確実な基盤の存在を認める基礎付け主義を批判し、そのような唯一絶対の基盤を求めようとしても無駄であるとした。ハンス・アルバートやリチャード・ローティに代表される。また、フランス現代思想のポスト構造主義、ポストモダンも反基礎付け主義的傾向をもつ。真理・理性といったロゴス中心主義を批判する。総じて相対主義的な傾向を持つ。